# Цілуючи дівчат (фільм, 1997)
«Цілуючи дівчат» (англ. Kiss the Girls) — американський психологічний трилер у стилі неонуар 1997 року режисера Ґері Фледера з Морґаном Фріменом, Ешлі Джаддом та Кері Елвесом у головних ролях. Сценарій Девіда Класса заснований на однойменному бестселері Джеймса Паттерсона 1995 року. У 2001 році вийшло продовження під назвою «І прийшов павук».

## Сюжет
Детектив і судовий психолог Алекс Кросс з Вашингтона, округ Колумбія, вирушає до Дарема, Північна Кароліна, коли повідомляється, що його племінниця Наомі, студентка коледжу, зникла безвісти. Від детектива поліції Ніка Раскіна він дізнається, що Наомі — остання в серії молодих жінок, які зникли. Незабаром після його прибуття одну зі зниклих жінок знаходять мертвою, прив'язаною до дерева, а через деякий час Кейт МакТірнан викрадають з її дому.
Коли вона прокидається від наркотичного стану, Кейт виявляє, що її тримає чоловік у масці, який називає себе Казановою, і вона є однією з кількох закритих у його лігві. Їй вдається втекти, і вона отримує серйозні травми, коли стрибає зі скелі в річку. Після того, як вона одужає, вона об'єднує зусилля з Кроссом, щоб вистежити свого викрадача, який, як приходять до висновку, є колекціонером, а не вбивцею, якщо тільки його жертви не дотримуються його правил. Це означає, що є час, щоб врятувати інших ув'язнених жінок, доки вони залишаються слухняними.
Підказки ведуть їх до Лос-Анджелеса, де серію жахливих викрадень і вбивств приписують доктору Вільяму Рудольфу, відомому як Джентльмен по виклику. Спроби Кросса схопити й допитати Рудольфа зриваються, коли Рудольф втікає. У Північній Кароліні Кросс вистежує Казанову вгорі по річці. Почувши постріл, він виявляє підземну схованку Казанови. Виявляється, що Рудольф є партнером Казанови. Казанова втікає, а Рудольфа підстрілює Кросс. Кросс рятує викрадених жінок, у тому числі Наомі.
Пізніше Кейт запрошує Кросса на вечерю у свій будинок. Раскін заїжджає до Кейт і відправляє додому двох офіцерів, які її охороняють. Поки Кросс вдома готується зустрітися з Кейт за обідом, він виявляє, що підпис Раскіна на ордерах на арешт збігається з почерком Казанови. Кросс намагається зателефонувати Кейт, щоб повідомити її, але Раскін вже відрізав її телефонну лінію. Кейт починає підозрювати Раскіна під час розмови з ним. Потім він скидає акцент, показуючи, що він Казанова. Після бійки та спроби зґвалтування, Кейт вдається прикути його наручниками до духовки. Раскін ріже руку Кейт кухонним ножем. Намагаючись звільнитися, Раскін відтягує духовку від стіни, розриваючи газову трубу. Раскін дістає запальничку, погрожуючи вибухом через витік газу. З'являється Кросс і намагається відмовити Раскіна. Коли це не вдається, Кросс стріляє в Раскіна, стріляючи через коробку з молоком, щоб уникнути запалювання газу. Кросс втішає Кейт, коли прибуває поліція.

## У ролях
| Актор                  | Роль                          |
| ---------------------- | ----------------------------- |
| Морґан Фрімен          | доктор / детектив Алекс Кросс |
| Ешлі Джадд             | доктор Кейт МакТірнан         |
| Кері Елвес             | детектив Нік Раскін           |
| Алекс МакАртур         | детектив Дейві Сайкс          |
| Білл Нанн              | детектив Джон Семпсон         |
| Джеремі Півен          | детектив Генрі Кастільо       |
| Браян Кокс             | начальник Гетфілд             |
| Джей О. Сандерс        | агент ФБР Кайл Крейґ          |
| Тоні Ґолдвін           | доктор Вільям Рудольф         |
| Вільям Конверс-Робертс | доктор Вік Сакс               |
| Рома Маффіа            | доктор Руокко                 |
| Річард Т. Джонс        | Сет Семюел                    |
| Джіна Равера           | Наомі Крос                    |
| Гайді Шанц             | Меґан Мерфі                   |
| Тетяна Алі             | Джанель Крос                  |
| Міна Суварі            | Коті Пірс                     |
| Анна Марія Горсфорд    | Вікі Кросс                    |
| Гелен Мартін           | Нана Мейбеллін Крос           |

## Розробка
Основні знімання почалися 16 квітня 1996 року. Фільмування фільму проходили два тижні в Північній Кароліні на вулицях Дарема, в прилеглих окружних парках і біля Чапел-Гілл, Північна Кароліна. Поліцейський відділок був побудований на складі в центрі міста Дарем. Більшість зйомок проходили в районі Лос-Анджелеса, включаючи ранчо Діснея, Атенеум в Каліфорнійському технологічному інституті в Пасадені, Каліфорнія, будинок в історичному районі Лос-Анджелеса Адамс і кампус Університету Південна Каліфорнія в університетському парку. Розроблені американським художником-постановником Нельсоном Коутсом, більшість декорацій, включаючи тунелі та підземні камери, були побудовані на звукових сценах на території Paramount Studios. Знімання фільму завершилися 10 липня 1996 року.

## Продовження і перезавантаження
Через чотири роки вийшло продовження «І прийшов павук». Морґан Фрімен повторив свою роль. Пізніше франшиза була перезавантажена з екранізацією роману «Cross» 2012 року під назвою «Я, Алекс Кросс» з Тайлером Перрі у головній ролі.